# KNM Troll (1910)
KNM Troll – norweski niszczyciel należący do typu Draug. Po wodowaniu w 1910 służył w Norweskiej Królewskiej Marynarce Wojennej (Sjøforsvaret), a po upadku Norwegii w 1940 został włączony do sił Kriegsmarine.
„Troll” został wodowany w 1910 i wszedł do służby w 1912. 4 maja 1940 został zdobyty przez Niemców we Florø. Do służby Kriegsmarine wszedł 15 maja, gdzie służył jako torpedowiec. Z powody znacznego wieku został wycofany ze służby czynnej i został przebudowany na okręt-destylarnię wody destylowanej i wytwarzający parę. Po wojnie okręt powrócił do służby Sjøforsvaret, został złomowany w 1949.